# Per Agne Erkelius
Per Agne Erkelius, né en 1935 à Hofors församling (sv) et mort le 24 février 2010 à Stockholm, est un écrivain suédois.

## Biographie
Il obtient le prix Dobloug en 1995.

## Œuvres traduites en français
- Le Photographe [« Fotografen »], trad. de Christofer Bjurström, Paris, Éditions La Découverte, 1991, 299 p.  (ISBN 2-7071-2022-7)